# 龙头街站
龙头街站是一个位于中华人民共和国云南省昆明市盘龙区龙泉街道沣源路，属于昆明地铁2号线的地铁车站。本站自2014年4月30日开通运营。

## 车站楼层
| 地上二层 站台层 | 侧式站台，右侧開门                       | 侧式站台，右侧開门                                            |
| 地上二层 站台层 | █ 2号线往北部汽车站（終點站）            |                                                               |
| 地上二层 站台层 | █ 2号线往大学城南/昆明南火车站（司家营） |                                                               |
| 地上二层 站台层 | 侧式站台，右侧開门                       |                                                               |
| 地面层 站厅层   | 站厅                                     | A-D出入口、票务服务、自动售票机、一卡通充值、安检、进出站闸机 |

## 出口
该站设有一共有4个出口：
|           |                  |      |
| 编号      | 建议前往的目的地 | 照片 |
| 出口 · A  |                  |      |
| 出口 · B  |                  |      |
| 出口 · C  |                  |      |
| 出口 · D  |                  |      |
| 註： 設有 |                  |      |

## 车站周边
- 宝云村